# Microprosopa hoberlandti
Microprosopa hoberlandti är en tvåvingeart som beskrevs av Sifner 1981. Microprosopa hoberlandti ingår i släktet Microprosopa och familjen kolvflugor.
Artens utbredningsområde är Iran. Inga underarter finns listade i Catalogue of Life.